# Pseudupeneus
Pseudupeneus – rodzaj ryb z rodziny barwenowatych.

## Klasyfikacja
Gatunki zaliczane do tego rodzaju:
- Pseudupeneus grandisquamis
- Pseudupeneus maculatus
- Pseudupeneus prayensis